# Down to Earth (película)
Down to Earth es una película de 2001 dirigida por Chris y Paul Weitz, y protagonizada por Chris Rock.

## Sinopsis
Después de morir, Lance Barton, un aspirante a humorista sin mucho éxito, tiene una segunda oportunidad reencarnándose como Charles Wellington III, un empresario millonario y dueño de una cadena de televisión del que su mujer y el amante de esta quieren deshacerse. Supuestamente, esta reencarnación, el «préstamo» del cuerpo de Charles Wellington III, es temporal mientras el cielo busca un cuerpo idóneo en el que Lance pueda reencarnarse definitivamente. Pero Lance se enamora de la bella Sontee Jenkins y decide quedarse en el cuerpo de Charles Wellington III.

## Elenco
- Chris Rock como Lance Barton.
- Regina King como Sontee Jenkins.
- Chazz Palminteri como King.
- Eugene Levy como Keyes.
- Frankie Faison como Whitney Daniels.
- Mark Addy como Cisco.
- Greg Germann como Sklar.
- Jennifer Coolidge como  Mrs. Wellington
- Wanda Sykes como Wanda.
- John Cho como Phil Quon.
- Mario Joyner como Apollo M.C.
- Bryetta Calloway como Cantante de gospel.
- Martha Chaves como Rosa.
- Brian Rhodes como Charles Wellington, III.
- Herb Lovelle como Trashman.
- Kedar Brown como Heckler.
- Scott Wickware como Segurata.
- Jack Newman como Bob Krantz.
- William Lynn
- Leah Miller como Tina Lovette.
- David Huband como Maitre'd.
- Arnold Pinnock como Joe Guy.
- Roma Torre como ella misma.
- Harlin Kearsley como Mike Green.

## Premios
La película no ha ganado ningún premio; no obstante, la actriz que interpreta a Sontee Jenkins, Regina King, fue nominada para el Image Awards (NAACP); para el Black Reel Awards y para el BET Awards.